# Меммий Шалонский

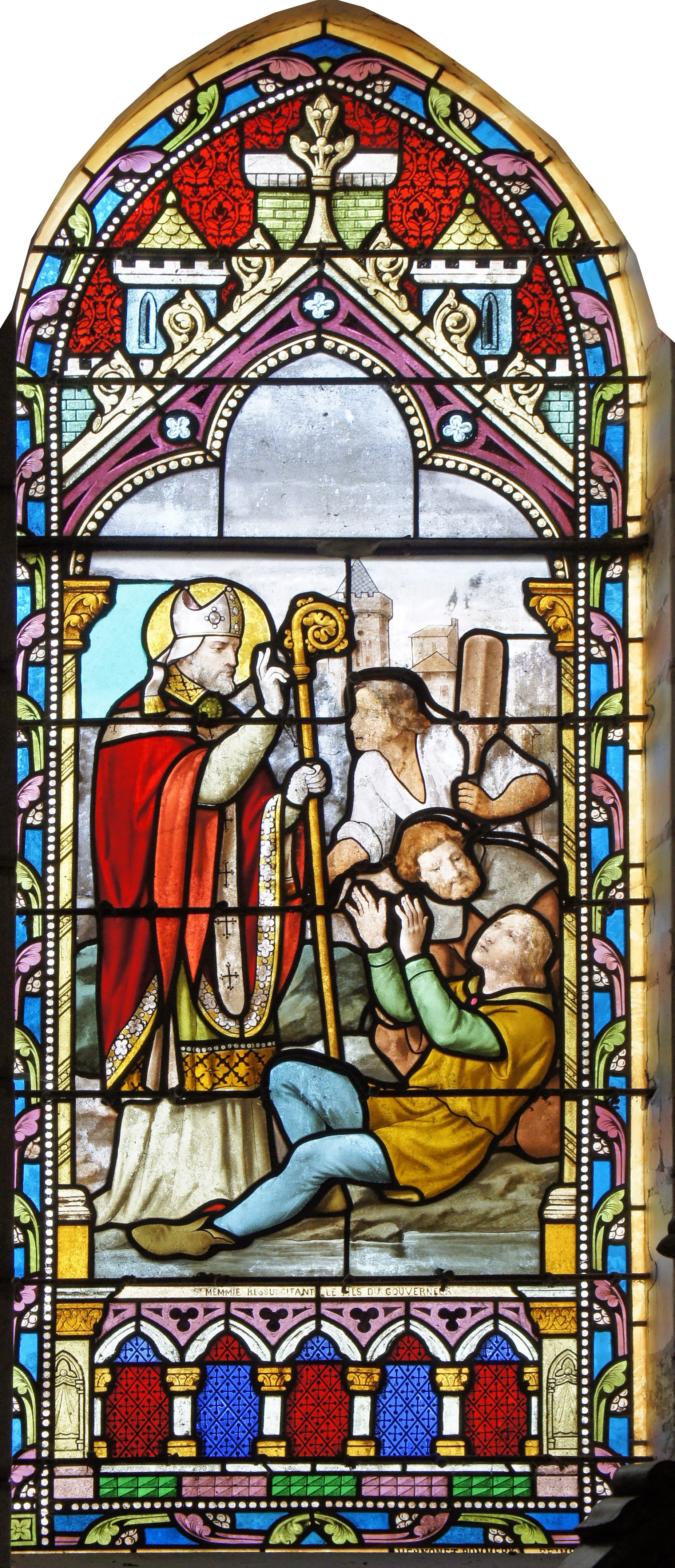
Святой Меммий. Витраж, храм в Сарри-на-Марне

Меммий (также Менж; III век) — святой, первый епископ шалонский. День памяти — 5 августа.
Святой Меммий (Memmie), или Менж (Menge), был первым просветителем области шалонской. Согласно преданию, святой Меммий, римский гражданин, был рукоположен святым апостолом Петром и отправлен в Галлию на проповедь. Однако, согласно Флодоарду, святой Меммий был современником святого Сикста, епископа Реймсского.
Святой Меммий известен тем, что воскресил сына губернатора. Сестрой святого Меммия была святая Пома, дева и монахиня, день памяти — 27 июня.
Согласно Григорию Турскому, у его слуги случился сильный жар во время их поездки в Шалон. Святой Григорий стал молиться у мощей святого, и наутро жар отступил.
Вслед за святым Меммием епископами шалонскими были Донациан и Домициан, также причисленные к лику святых.

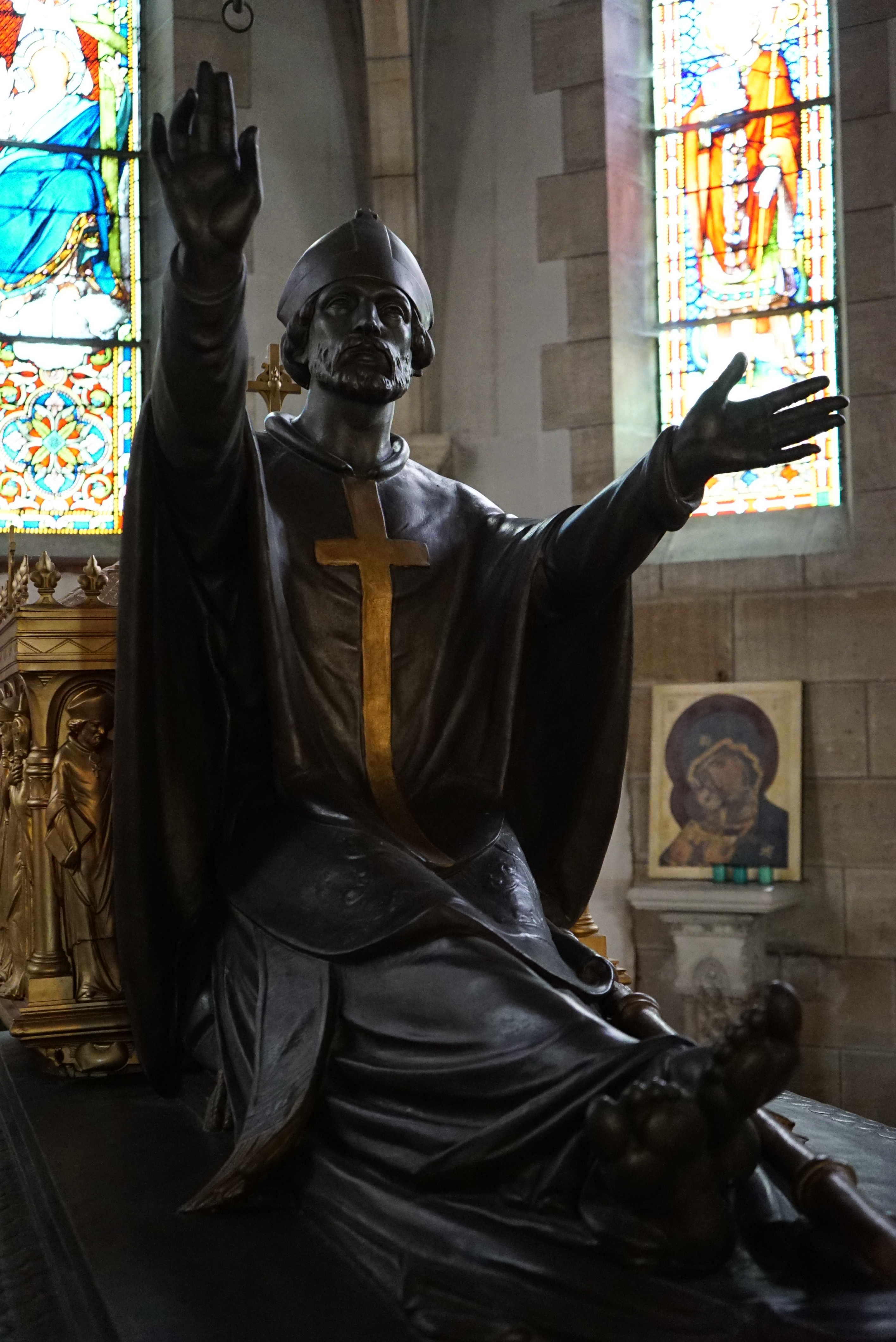
Усыпальница святого Меммия

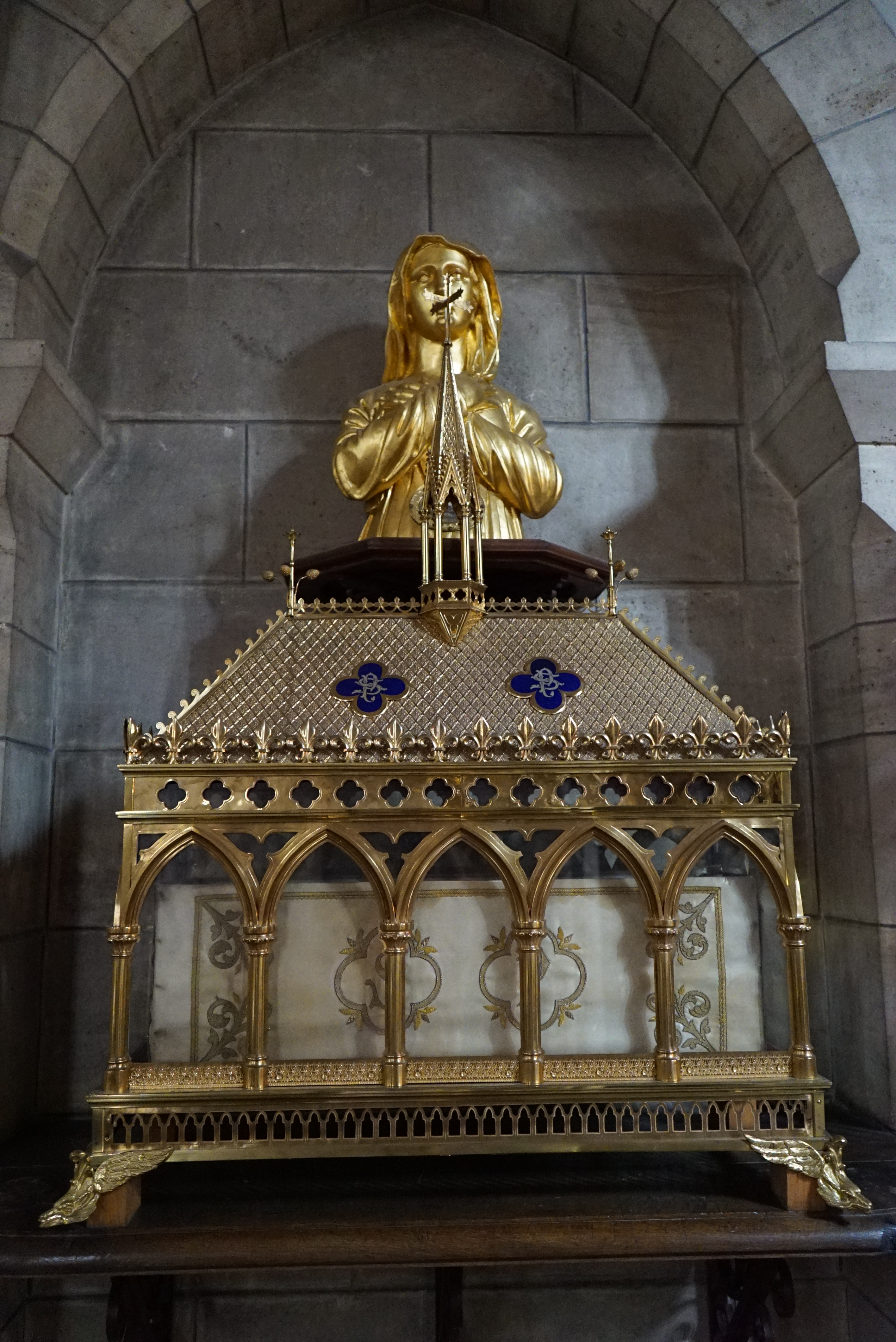
Усыпальница святой Помы, храм святого Меммия в Сан-Мемми

Имя святого Меммия носят многочисленные храмы:
- храм святого Меммия в Сан-Мемми;
- храм в Купевиле[фр.];
- храм в Кусанс-о-Форж[фр.] (Barrois — Meuse);
- храм в Баконне[фр.];
- храм Куртисоле[фр.];
- храм в Вилленёв[фр.];
- храм в Вине, что в Обе;
- храм в Берже-ле-Вертю[фр.];
- храм в Корфеликсе[фр.].

Его имя также носят два селения:
- Сан-Мемми
- Сан-Менж